# Dicraeosauridae
A Dicraeosauridae a sauropoda dinoszauruszok egyik családja, amely a késő jura és kora kréta időszakokban élt Afrika és Dél-Amerika területén. Jelenleg csak három neme ismert; a jura időszaki, dél-amerikai Brachytrachelopan, a jura időszaki, afrikai Dicraeosaurus és az egyedi nyaktüskéiről ismert kora kréta időszaki, dél-amerikai Amargasaurus. Mindhárom állat mérete kicsinek, nyaka pedig aránylag rövidnek számít a sauropodák között.

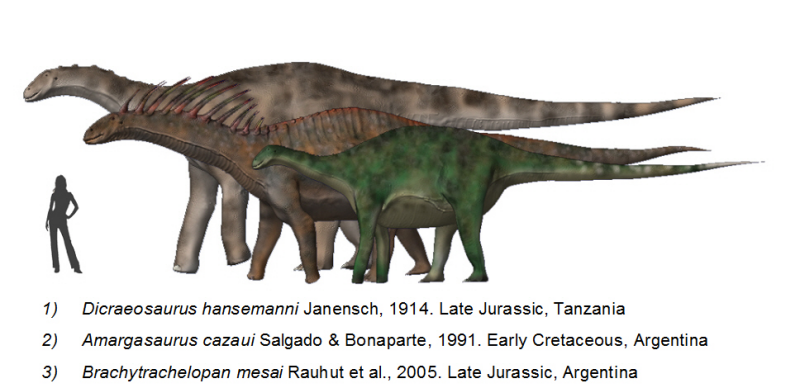
A dicreosauridák méretének összehasonlítása

John S. McIntosh (1990-ben) a Diplodocidae család Dicraeasaurinae alcsaládjába számos nemet sorolt be, de ezek közül később több is más család (a Nemegtosauridae és a Rebbachisauridae) tagjává vált.
A csoportot kladisztikailag szár-alapú taxonként definiálták, olyan kládként, amelybe beletartozik a Dicraeosaurus hansemanni (Janensch 1914), de nem tartozik bele a Diplodocus longus (Marsh 1878), azaz ide tartozik valamennyi olyan diplodocoidea, amely közelebbi rokonságban áll a Dicraeosaurus hansemannival, mint a Diplodocus longusszal.

## Fordítás
- Ez a szócikk részben vagy egészben a Dicraeosauridae című angol Wikipédia-szócikk ezen változatának fordításán alapul.  Az eredeti cikk szerkesztőit annak laptörténete sorolja fel. Ez a jelzés csupán a megfogalmazás eredetét és a szerzői jogokat jelzi, nem szolgál a cikkben szereplő információk forrásmegjelöléseként.